# Visunarat
Visunarat ou Vixun et Vixoun est un roi du Lan Xang  dans l'actuel Laos de 1501 à 1520

## Biographie
T'ao Lu P'e Sai est le 7e des fils de Sai Tia Kaphut, roi de Lan Xang. Il est nommé gouverneur de Vientiane en 1480 et premier ministre avec le titre de Phya Sena Muang en 1491. Il délègue la fonction de régent à son neveu mineur Som Phu de 1496 à 1497 avant de le déposer et de se faire couronner roi un jour d'orage en 1501 d'où son nom de règne de  Vixun (soit en pâli vijjutâ c'est-à-dire éclair) 
Son règne, pacifique et prospère, est marqué par la construction de nombreux monuments bouddhiques dont le Maha Vihara de Wat Visoun, qu'il fait édifier pour abriter le palladium de Luang Prabang, le Phra Bang (en), qui était à Vientiane depuis 1359. Un nombre important de textes religieux et littéraires sont aussi composés ou traduits en Lao pendant son règne. Il meurt à Vientiane en 1520.

## Production littéraire pendant son règne
Pendant son règne, Vixun a invité des moines érudits à rester à Xiang Dong Xiang Thong (Luang Prabang). À cette époque, la littérature bouddhiste et hindoue était copiée et traduite. Les moines lao ont reproduit les Jātaka en version lao. La version lao de Jatakas appelée « Ha Sip Xat » contient 27 histoires qui ne sont pas dans les Jatakas d'origine. De plus, les moines lao ont aussi produit la version lao du Panchatantra et du Ramayana, connue sous le nom de Phra Lak Phra Lam